# Конформная теория поля
Конформная теория поля — это квантовая теория поля, которая является инвариантной относительно конформных преобразований. При размерности пространства равном двум существует бесконечномерная алгебра локальных конформных преобразований, и конформные теории поля иногда могут быть точно решены или классифицированы.
Конформная теория поля имеет важные приложения в таких областях физики как: физика конденсированного состояния, статистическая физика, теория струн. В свою очередь, статистические системы часто оказываются инвариантными относительно конформных преобразований в квантовых и термодинамических критических точках.

## Масштабная инвариантность и конформная инвариантность
Несмотря на то, что в квантовой теории поля возможно существование масштабной инвариантности при отсутствии конформной инвариантности, такие примеры являются редкими. По этой причине эти понятия нередко оказываются взаимозаменяемыми в контексте квантовой теории поля.
В некоторых частных случаях возможно доказать, что масштабная инвариантность приводит к конформной инвариантности. Например, в унитарно-компактных конформных теориях поля при размерности равной двум.